# Helena Lumbreras
Helena Lumbreras (Cuenca, 1935 − Barcelona, 4 de agosto de 1995) fue una directora de cine, guionista y operadora de cámara española.

## Biografía
Después de estudiar magisterio, Helena Lumbreras fue a València a estudiar Bellas artes. Combinará estos estudios con los de historia y filosofía en Barcelona y de cine a Roma. Su interés de siempre por la pintura, por la literatura, por el arte en general, la llevó a interesarse por el cine, medio en que podía concitar todos estos lenguajes expresivos.
Después de iniciarse en los años cincuenta como maestra de escuela rural, Lumbreras decide dejar su Cuenca natal para estudiar a la Escuela Oficial de Cine de Madrid, donde obtiene una beca para trabajar en el Centro Sperimentale de Cinematografía de Roma, en Cinecittà. En Italia empezó su carrera como realizadora y guionista de televisión, pero también fue donde  conoció, por primera vez, la efervescencia de las luchas obreras y la existencia de partidos políticos y de organizaciones de masas con una fuerte implantación social. Regresó a España, y fue miembro destacada del Colectivo Cine de Clase. Financiaba sus películas con el dinero que percibía con su trabajo como docente y traductora, así como vendiendo a televisiones extranjeras las filmaciones que hacían y con las aportaciones de los propios trabajadores y campesinos protagonistas de sus documentales. El 1971 ella y Mariano Lisa (Colectivo de Cine de Clase) fueron detenidos por la policía y fueron despedidos de los centros donde impartían clases, también fueron expulsados del Partido Comunista Español. Lumbreras es una de las representantes más destacadas del cine militante antifranquista que plasmó en imágenes el movimiento obrero de los años sesenta y setenta. Su cine político es, no solo antifranquista, sino también antisistema y anticapitalista. Según Mariano Lisa, colaborador y excompañero sentimental de Lumbreras, su figura nunca fue cómoda ni entre la militancia política ni entre la cinematográfica por su doble condición de mujer y cineasta, puesto que dentro de la misma izquierda había mucho de machismo.

## Obra cinematográfica
Viajó a Italia con una beca para estudiar en el Centro Sperimentale de Cinematografía, incorporándose posteriormente en las filas de la cadena pública italiana (RAI) como realizadora de reportajes sobre la vida de la clase trabajadora. Su relación con la izquierda cultural italiana la llevó a conocer al director de cine Pier Paolo Pasolini, con quien trabajó como ayudante de dirección, experiencia que repetiría con autores como Federico Fellini (Satyricon), Cesare Zavattini, Gillo Pontecorvo o Francesco Rosi. A finales de la década de los sesenta rehusó una propuesta de Pontecorvo para formar parte del equipo de realización de Queimada.
El 1968, mientras muchos de sus compañeros se dirigían a París para filmar el Mayo francés, Lumbreras llegó a un acuerdo con Unitelefilm (productora vinculada al Partido Comunista Italiano)  para regresar a España y hacer un mediometraje sobre el movimiento antifranquista. Esta colaboración se materializó en la película España 68: El hoy es malo pero el mañana se mío. El título está extraído del poema de Antonio Machado A una España joven y documenta, clandestinamente, la represiva situación sociopolítica del país y la lucha contra el régimen desde tres frentes: los estudiantes, la clase obrera y un sector del clero que apoyaba a la causa obrera. Lumbreras también dio visibilidad y voz a las mujeres: madres, compañeras y mujeres de los trabajadores presos hablaron ante la cámara sin miedo. Algunos de sus protagonistas son Tierno Galván, el sindicalista Marcelino Camacho o el cantautor Raimon e incluso realiza  un homenaje a Federico García Lorca. La banda sonora de las primeras imágenes contiene la copla antifascista Los cuatro generales, basada en el poema de Lorca Los cuatro muleros, en la voz del cantautor norteamericano Pete Seeger, que suena sobre unas imágenes de la guerra civil. Según Eloy Domínguez, este documental "invoca el espíritu democrático de la Segunda República, apelando a las futuras generaciones a recoger el testigo de aquella experiencia democrática". Lumbreras tiene la esperanza de que su documental sirva porque la España del 68 recupere el futuro que le robó el levantamiento nacional y la dictadura franquista, un futuro que incluya una organización social de carácter marxista y anticapitalista.
Después de la producción italiana Spagna 68 (1968), y conmovida por la grave precariedad que descubre durante la producción de la película, Lumbreras se instala en Barcelona. Emprende un nuevo proyecto con Llorenç Soler, que fue compañero sentimental, y con el apoyo económico de Pasolini: El cuarto poder (1970), un documental que analiza el poder de los medios de comunicación españoles del régimen y sus tramas empresariales y, a la vez, se inmiscuye en publicaciones clandestinas antifranquistas como Nuestra Clase (Comisiones Obreras de Barcelona), Acción Obrera (órgano de las Comisiones Obreras de Badalona), Universidad (órgano del Comité de Estudiantes del Partido Socialista Unificado de Cataluña), Unidad (órgano del Comité de Barcelona del Partido Socialista Unificado de Cataluña), Mundo Obrero (órgano del Comité Central del Partido Comunista de España) o Lucha Obrera (Partido Obrero Revolucionario Trotskista). Cómo dice uno de los periodistas entrevistados: "Es necesario señalar que la información que nos llega a través de estas agencias americanas e inglesas es manipulada en un sentido tendencioso a favor de sus intereses monopolistas en el mundo. Toda la información está pasada a través del tamiz del imperialismo". El documental, según Eloy Domínguez, presenta un discurso radical y una ejecución performativa y, incluso, experimental. Este trabajo sería la semilla que daría origen al Colectivo de Cine de Clase.
Junto con el profesor de filosofía Mariano Lisa, forman el Colectivo de Cine de Clase hacia 1970, con el objetivo de  "filmar sueños de personas que estaban luchando para conseguir mejorar sus condiciones de vida", para dignificar la clase obrera. Concibió el colectivo como un grupo abierto, multidisciplinario, antiautoritario, sin jerarquías, que aprendía de cada uno de sus miembros según sus posibilidades, una noción opuesta a la del cine de autor. El colectivo se dedicará al cine militante realizado en la clandestinidad en plena época franquista. Se trata de un cine que sirve como espejo para mostrar las formas de lucha que los trabajadores y las clases oprimidas llevan a cabo. Cómo dijo la misma Lumbreras: "Queremos hacer un cine de clase, integrado con el progreso de la clase obrera y las formas de lucha que va creando en el camino mismo de su liberación. No hacemos un cine de denuncia, la denuncia  es solo un 10%". Como recuerda Llorenç Soler: "Las películas del Colectivo pregonaban su convencimiento de que ética y estética eran inseparables".
Desde el Colectivo de Cine de Clase realizaron el mediometraje clandestino El campo para el hombre (1973) donde se hace un análisis marxista de la situación de los campesinos en España representados por los minifundios gallegos y los latifundios andaluces. Al inicio del documental se presentan las intenciones: "El capital quiere mantener al campesinado en el olvido y en el silencio, pero lo campesino quiere ser lo dueño de su propio destino. Él sabe y habla". Según Xan Gómez, "el documental se aleja de lecturas unívocas o discursos omniscientes tan propios de la cinematografía militante y se dirige a un campesinado que, en lugar de objeto de análisis, se convierte en sujeto enunciador de su propia historia". Aparte de las declaraciones de los obreros del campo andaluz y de los pequeños propietarios del minifundio en Galicia, el documental incorpora las aportaciones teóricas de Xosé Manuel Beiras, que acababa de publicar O atraso económico de Galiza, y de Pascual Carrión, promotor intelectual de la Reforma Agraria en la Segunda República. Buena parte de la fragmentación narrativa se debe a la técnica utilizada: una cámara Bólex Paillard que funcionaba con manecilla y que reducía la longitud del plan a un máximo de quince o veinte segundos. La película también mantiene un doble plano de lectura basado en el choque entre las imágenes y el discurso: el narrador ilustra una España idílica y las imágenes lo contradicen mostrando la España más pobre y ruinosa. Mientras iban rodando mostraban el material rodado a los campesinos para que lo comentaran, de tal manera que la película se convirtió en una obra colectiva y pedagógica, tal como ya habían hecho las Misiones Pedagógicas o el teatro ambulante de La Barraca durante la Segunda República y tal como habían hecho los rusos en veinte con los "cine-trenes" de Aleksandr Medvedkin y Dziga Vertov. La película se pudo ver gracias a La Central del Curt, la distribuidora clandestina fundada por Josep Miquel Martí i Rom y Joan Martí Vals a principio de la década de los setenta.
Desde el Colectivo de Cine de Clase también se realizó O todos o ninguno (1976), un documental en 16 mm y color sobre la lucha de unos obreros de una empresa siderúrgica de Cornellá explicando el caso de la huelga de LAFORSA, que duró quince días, la más larga desde 1939. Lumbreras tenía muy claro que debía darse a los trabajadores las herramientas para que ellos mismos realizaran sus propias películas y adquirieran autonomía: "Si intentamos hacer un discurso de clase, de una clase que será la hegemónica, que tiene otra visión del mundo, este discurso tiene que ser forzosamente diferente del de la burguesía. El que han rodado los compañeros de Laforsa en el interior de su fábrica es completamente diferente al que habría hecho TVE, por ejemplo", dijo Lumbreras. El negativo de la película fue secuestrado.
También rodaron A la vuelta del grito (1977), donde se plantea cómo funciona el sistema capitalista y cuál es el futuro que espera en la clase obrera si no se cambian las relaciones político-económicas. Lumbreras y Lisa muestran la situación económica, política y laboral de aquella época regida por la crisis económica, el cierre de fábricas, los despidos, los pactos que los sindicatos hacen con la Moncloa y que no satisfacen los obreros, las asambleas, las huelgas, las marchas y la solidaridad obrera que hay en todo el país. Para hacer la película dispusieron de más medios, de todos modos es el último documental del Colectivo de Cine de Clase y no llegó a proyectarse públicamente. El colectivo se disolvió el 1978 coincidido con el comienzo del desmantelamiento del movimiento obrero de base que se produjo en los primeros años de la transición, una transición que la misma Lumbreras veía con malos ojos: "Puede decirse que la Transición fue un éxito a nivel político, pero desde luego representó uno auténtico desastre social, acelerando la implantación en España del capitalismo salvaje".

## Filmografía
- España (1964). Directora.
- Spagna 68 (1968). Directora.
- El cuarto poder (1970). Guionista y directora.
- El campo para el hombre (1975). Colectivo de Cine de Clase (Helena Lumbreras y Mariano Lisa). Guionista, operadora de cámara y directora.
- O todos o ninguno (1976). Colectivo de Cine de Clase (Helena Lumbreras y Mariano Lisa). Guionista, operadora de cámara y directora.
- A la vuelta del grito (1978). Colectivo de Cine de Clase (Helena Lumbreras y Mariano Lisa)